# 산청개구리
산청개구리(학명: Zhangixalus arboreus)는 산청개구리과 산청개구리속에 속하는 개구리의 일종으로, 일본의 혼슈와 [[사도섬]]에 서식한다. 일본이름을 한국로 직역하면 삼림청개구리이지만 한국에서는 간단하게 산에 사는 청개구리라는 의미로 산청개구리라고 부르고 있다. 해발고도 2,350m 높이까지 서식할 수 있다.